# منتخب رومانيا لسباعيات الرغبي
منتخب رومانيا لسباعيات الرغبي هو ممثل رومانيا الرسمي في المنافسات الدولية في سباعيات الرغبي .

## وصلات خارجية
- الموقع الرسمي